# 旧和泉家別邸
旧和泉家別邸（きゅういずみけべってい）は、広島県尾道市にある住宅。
別名尾道ガウディハウスとして知られている。近代尾道における別邸建築の代表的なものであり、現代尾道で活動している「NPO法人尾道空家再生プロジェクト」が手がけた代表的なものである。現在はレンタルスペースとして貸し出している。国の登録有形文化財。

## 歴史
尾道に山陽鉄道が開通することにより、線路敷設のため立ち退きに迫られた住民によって線路北側の山手側に家屋の建設が始まった。加えて鉄道運搬によって財をなした商人たちが本宅とは別に“茶園”と呼ばれる別荘を山手側に建て始めた。この住宅もそれらの流れの中で建てられたもので、箱物製造・販売を手がけていた和泉茂三郎という人物の離れ・別邸として建てられ、1人の大工が3年かけて1933年（昭和8年）竣工したという。
1980年頃まで和泉家が用いていたが、その後は空家同然となり手入れもされていなかったため倒壊の危機にあり、取り壊される予定であった。そこで現在NPO代表を務める人物が2007年に買い取り再建を開始、この流れで2008年NPO法人が発足している。
2013年12月24日、国の登録有形文化財に登録される。

## 構造
傾斜地に建つ10坪の狭い洋館付住宅。木造2階建（一部地下）、寄棟造、桟瓦葺き。坂の町尾道を象徴するかのような崖地の複雑かつ狭い敷地、外壁は南京下見板で施しそれが深い陰影をもたらし、建築当時流行した和洋折衷型いわゆる擬洋風建築で造られたことで、独特の雰囲気を醸し出している。特に階段が珍しく、三角形で片側に湾曲している。別邸として造られたため簡易な台所があるだけで浴室などはなく水回りの改築は行っていない。地下は防空壕を兼ねていたという。
ガウディハウスはアントニ・ガウディを連想させるとして以前からそう呼ばれていたそうであり、再建を進めるNPO法人によるとサグラダ・ファミリアのようにいつ完成するかわからないものという意味合いを含めてこの愛称で呼んでいるという。

## 作品・ロケ地
- 1985年 : さびしんぼう
- 1991年 : ふたり
- 2005年 : かみちゅ!